# Осиус, Тед
Теодо́р Джо́рдж О́сиус (англ. Theodore George Osius; род. 1961, Аннаполис, штат Мэриленд, США) — американский дипломат. Посол США во Вьетнаме с 2014 по 2017 год.

## Личная жизнь
Родился в 1961 году в Аннаполисе, в штате Мэриленд. Обучался в школе Патни в штате Вермонт, которую окончил в 1979 году. Продолжил образование в Гарвардском университете. Во время обучения писал статьи для студенческой газеты «Багровый Гарвард». В 1984 году защитил степень бакалавра гуманитарных наук в области общественных наук. После в течение года стажировался в Американском университете в Каире. С 1985 по 1987 год работал в качестве корреспондента по законодательным вопросам у сенатора Альберта Гора. В 1989 году защитил степень магистра искусств в области международной экономики и внешней политики США в Школе углублённых международных исследований им. Пола Х. Нитце при Университете Джонса Хопкинса.
Кроме английского языка, свободно владеет вьетнамским, французским и итальянским языками. Говорит на арабском, хинди, тайском, японском и индонезийском языках.
Тед Осиус — открытый гомосексуал. Состоит в браке с Клейтоном Бондом, бывшим сотрудником Операционного центра Государственного департамента, с которым познакомился на встрече геев и лесбиянок — работников агентств иностранных дел. Мужчины сочетались браком в 2006 году в Ванкувере, в Канаде. Вместе супруги воспитывают сына и дочь.

## Карьера
В 1989 году поступил на дипломатическую службу. С 1989 по 1991 год служил в дипломатическом представительстве США на Филиппинах. Затем служил в представительствах США в Ватикане и Организации Объединенных Наций.
В 1996 году стал одним из первых американских дипломатов, работавших во Вьетнаме после окончания Вьетнамской войны. В 1997 году содействовал созданию консульства США в городе Хошимин. В 1998 году вернулся в Вашингтон, чтобы консультировать вице-президента Альберта Гора по вопросам азиатской политики. В 2001 году был назначен на должность регионального сотрудника по экологическим вопросам в посольстве США в Таиланде. В 2004 году снова вернулся в Вашингтон и был принят на место заместителя директора Управления по делам Кореи в Бюро по делам Восточной Азии и Тихого океана. В 2008 году был назначен в дипломатическое представительство США в Индии, в качестве политического министра-советника. В 2009 году стал заместителем посла в посольстве США в Индонезии.
В 2012 году вернулся в Вашингтон и был принят на место старшего научного сотрудника в Центре стратегических и международных исследований. В 2013 году стал доцентом в Университете национальной обороны.
В мае 2014 года Осиус был назначен президентом Бараком Обамой послом США во Вьетнаме. Его кандидатура была утверждена Сенатом в ноябре 2014 года. Он был послом США во Вьетнаме с 16 декабря 2014 года по 4 ноября 2017 года.